# Bergen-Studentenes IL
Il Bergen-Studentenes IL è una squadra di pallamano maschile norvegese con sede a Bergen.

## Palmarès
- Campionato norvegese: 1
  - 1968-69.